# Corpsbursche
Corpsbursch oder Corpsbursche ist die Bezeichnung für ein aktives Mitglied eines Corps. 

## Status
Der Corpsbursch (CB) ist im Gegensatz zum Fuchs (nur schriftl. Abk. F) Mitglied des engeren Corps bzw. des inneren Corpsverbandes. CB kann nur werden, wer eine Prüfung seines corpsstudentischen Wissens (Fuchsenprüfung) bestanden und mindestens eine Mensur auf Corpsfarben gefochten hat. Hat ein CB die jeweiligen Voraussetzungen seines Corps statutengemäß erfüllt, kann er durch einen Beschluss seines Corpsburschen-Convents (Abk. CC) in den Inaktivenstand versetzt werden. Fortan lautet seine Bezeichnung inaktiver Corpsbursch (Abk. iaCB).

## Ehrencorpsbursch
Ehrencorpsbursch (ECB) heißen noch heute bei den Breslauer Corps die Alten Herren, denen die  Ehrenmitgliedschaft verliehen worden ist. Bei ihrem Zirkel und in den Kösener Corpslisten sind sie mit einem * gekennzeichnet. In der Mitte des 19. Jahrhunderts ehrten die Königsberger Corps verdiente Inaktive als Ehrencorpsburschen. Masovia hatte zwischen 1838 und 1858 sieben Ehrencorpsburschen, die die (bald auf sechs Semester beschränkten) Rechte eines Corpsburschen hatten. Ganz ähnlich war es bei Baltia:

„Der ECB war ein Inaktiver; ein Student, der das Triennium hinter sich hatte und deshalb wenigstens im siebenten Semester war. Der Titel wurde für besondere Verdienste um das Corps verliehen. Ihn führte aber nicht mehr der Philister, weil er aus dem Verband des „Corps“ ausschied. Er stand nur noch mit der Landsmannschaft, dem weiteren Bund, in Verbindung. Der ECB hatte die Rechte, aber nicht die Pflichten der CB; er übte namentlich das Stimmrecht im CC aus.“